# Lalo Kile
Lalo Kile (ou Lalo Killie) est un woreda de l'ouest de l'Éthiopie situé dans la zone Kelam Welega de la région Oromia. Il a 51 448 habitants en 2007.
Limitrophe des zones Mirab Welega et Illubabor, le woreda Lalo Kile n'est bordé dans la zone Kelam Welega que par Dale Sedi.
Il reprend la partie orientale de l'ancien woreda Dale Lalo[réf. souhaitée].
Son centre administratif, Lalo, qui peut également s’appeler Kile, Lalo Kile ou des variantes de ce nom, se situe vers 1 600 m d'altitude à la limite de la zone Mirab Welega.
Au recensement national de 2007, le woreda compte 51 448 habitants dont 5 % de citadins avec 2 805 habitants à Lalo.
La majorité des habitants du woreda (74 %) sont protestants, 19 % sont orthodoxes, 6 % sont musulmans et 1 % sont catholiques.
En 2022, la population du woreda est estimée à 73 827 personnes avec une densité de population de 156 personnes par km2 et 475 km2 de superficie.